# كاميغيو-كو
كاميغيو-كو (باليابانية: 上京区) هو حي في اليابان، يقع في كيوتو، بلغ عدد سكانه 84,558 نسمة وذلك حسب إحصائيات سنة 2018، تبلغ مساحته 7.11 كيلومتر مربع.

## أعلام
- ماي فوكوي